# Запрудное (Джанкойский район)
Запру́дное (до 1948 года Эски́-Джандевле́т; укр. Запрудне, крымскотат. Eski Can Devlet, Эски Джан Девлет) — исчезнувшее село в Джанкойском районе Республики Крым, располагавшееся на севере района, в степной части Крыма, на берегу одного из заливов Сиваша, примерно в 1,5 км к северу от современного села Ермаково.

### Динамика численности населения
- 1805 год — 53 чел.[5]
- 1892 год — 0 чел.[6]
- 1900 год — 34 чел.[7]
- 1915 год — 31 чел.[8]
- 1926 год — 71 чел.[9]

## История
Вероятно, изначально, судя по доступным историческим документам, существовала одна деревня Джандевлет, что зафиксировано в первом документальном упоминании села в Камеральном Описании Крыма… 1784 года, судя по которому, в последний период Крымского ханства Джандевлет входил в Дип Чонгарский кадылык Карасубазар ского каймаканства.
После присоединения Крыма к России (8) 19 апреля 1783 года, (8) 19 февраля 1784 года, именным указом Екатерины II сенату, на территории бывшего Крымского Ханства была образована Таврическая область и деревня была приписана к Перекопскому уезду. После Павловских реформ, с 1796 по 1802 год, входила в Перекопский уезд Новороссийской губернии. По новому административному делению, после создания 8 (20) октября 1802 года Таврической губернии, Джандевлет был включён в состав Биюк-Тузакчинской волости Перекопского уезда.
В Ведомости о всех селениях в Перекопском уезде состоящих с показанием в которой волости сколько числом дворов и душ… от 21 октября 1805 года записан Иски-кой-Джандевлет — с 11 дворами, 51 татарином и 2 ясырами. На военно-топографической карте генерал-майора Мухина 1817 года обозначена одна деревня Чандевлет с 10 дворами. По результатам реформы волостного деления 1829 года, согласно «Ведомости о казённых волостях Таврической губернии 1829 года», в составе Тузакчинской волости были учтён Иски Джанджевлет. На карте 1836 года в деревне 11 дворов. Затем, видимо, вследствие эмиграции крымских татар в Турцию, деревня опустела и на карте 1842 года деревня Эски Джанджевлет обозначена условным знаком «малая деревня», то есть, менее 5 дворов.
В 1860-х годах, после земской реформы Александра II, деревню приписали к Байгончекской волости того же уезда. На трёхверстовой карте 1865 года, наряду с Эски-Джанджевлетом обозначены развалины деревни Яни Джанджевлет (но с целой ещё мечетью), а на карте, с корректурой 1876 года, уже один Эски Джанджевлет с 3 дворами.
После земской реформы 1890 года Джандевлет отнесли к Богемской волости.
В «…Памятной книжке Таврической губернии на 1892 год» в сведениях о Богемской волости никаких данных о деревне, кроме названия, не приведено — так записывались безземельные селения, по этой причине не входившие в сельское общество. По «…Памятной книжке Таврической губернии на 1900 год» на хуторе Джан-Девлет числилось 34 жителя в 4 дворах. По Статистическому справочнику Таврической губернии. Ч.II-я. Статистический очерк, выпуск пятый Перекопский уезд, 1915 год, в деревне Эски-Яни-Джан-Девлет (вакуф) Богемской волости Перекопского уезда числилось 7 дворов (все дворы с землёй) с татарским населением в количестве 31 человека «посторонних» жителей, из которых 14 мужчин и 17 женщин. Жители владели 100 десятинами удобной земли. В хозяйствах имелось 8 лошадей и 1 корова.
После установления в Крыму Советской власти, по постановлению Крымревкома от 8 января 1921 года № 206 «Об изменении административных границ» была упразднена волостная система и в составе Джанкойского уезда был создан Джанкойский район. В 1922 году уезды преобразовали в округа. 11 октября 1923 года, согласно постановлению ВЦИК, в административное деление Крымской АССР были внесены изменения, в результате которых округа были ликвидированы, основной административной единицей стал Джанкойский район и село включили в его состав. Согласно Списку населённых пунктов Крымской АССР по Всесоюзной переписи 17 декабря 1926 года, в селе Джан-Девлет Таганашского сельсовета Джанкойского района, числилось 15 двор, все крестьянские, население составляло 71 человек, из них 61 русский, 3 украинцев, 6 немцев, 1 записан в графе «прочие».
В 1944 году, после освобождения Крыма от фашистов, 12 августа 1944 года было принято постановление № ГОКО-6372с «О переселении колхозников в районы Крыма» и в сентябре 1944 года в район приехали первые новоселы (27 семей) из Каменец-Подольской и Киевской областей, а в начале 1950-х годов последовала вторая волна переселенцев из различных областей Украины. Указом Президиума Верховного Совета РСФСР от 18 мая 1948 года, Джандевлет (или Джан-Девлет) переименовали в Запрудное. Ликвидировано до 1960 года, поскольку в «Справочнике административно-территориального деления Крымской области на 15 июня 1960 года» селение уже не значилось (согласно справочнику «Крымская область. Административно-территориальное деление на 1 января 1968 года» — в период с 1954 по 1968 годы).